# 福勒 (科罗拉多州)
福勒（英語：Fowler），是美国科罗拉多州奥特罗县下属的一座城市。建市于1900年8月25日，面积大约为0.524平方英里（1.357平方公里）。根据2010年美国人口普查，该市有人口1,182人。2011年估计该市有人口1,185人，相比2010年人口增长率为0.25%。同时，论人口该市是科罗拉多州第136大城市。